# Sunds kyrka, Östergötland
Sunds kyrka är en kyrkobyggnad i Sunds kyrkby, Sunds socken i Östergötland. Den ligger 4 km nordväst om Österbymo och tillhör Sund-Svinhults församling i Linköpings stift.

## Kyrkobyggnaden
Sunds kyrka i södra Östergötland ligger i en kuperad skogsbygd med spridda byar och gårdar. Den nyklassicistiska kyrkan, invigd 1795, är försedd med stora fönster och har inbyggt torn i väster och halvrunt kor i öster. Sakristian finns under läktaren. Inredningen är i en sällsynt enhetlig gustaviansk stil genom att Pehr Hörberg anlitats för samtliga måleriarbeten. Han har således målat altaruppsats, altarskrank, predikstol och läktarbarriär. Dessutom har han målat två allegoriska bilder som föreställer tron, resp. hoppet samt två serafer, de senare finns över ingången från vapenhuset. Bänkarna är dock av senare datum. På väggarna hänger bl.a. begravningsvapen från släkterna Drake och Grubbe.

## Historik
Före nuvarande kyrka fanns här en medeltida stenkyrka på samma plats. Den uppfördes troligen på 1200-talet men dess byggnadshistorik är oklar. Vid en brand år 1660 lämnades endast murarna kvar men kyrkan återuppbyggdes inom kort. Nya kyrkan uppfördes 1793-1794.

## Inventarier
- Dopfunt av kalksten skänkt 1664. Dopskålen av silver är från år 1900.
- Altartavla målad av Pehr Hörberg med motiv Kristi törnekröning.
- Orgelfasaden är daterad 1794, medan orgeln utbyttes senast 1973.

## Orglar

### Cahmanorgeln
- 1756: Inköptes ett 6-stämmigt orgelverk för 1000 daler från Kisa kyrka, byggt 1734 av Johan Niclas Cahman. Det skänks av assessorn Zacharias Strandberg. Orgeln sätts upp i Sunds kyrka 1756 av Jonas Wistenius, som i samband därmed reparerar instrumentet.[1]

| Manual        |
| Gedakt 8'     |
| Principal 4'  |
| Oktava 2'     |
| Kvinta 1 1/2' |
| Oktava 1'     |
| Cymbal II     |

- 1769: Organisten Åström i Lekeryd bygger till en trumpetstämma på särskild pipstock, vilken fästes på väderlådan ovanför spontluckorna. Han sätter också in två nya bälgar.
- 1794: Cahmanorgeln säljs till Ribbingshofs säteri i Norra Vi socken och flyttas 1798 till Ulrika kyrka.

### Schiörlinorgeln
- 1794: I nya kyrkan bygger Pehr Schiörlin en orgel med 18 orgelstämmor fördelade på huvudverk, bröstverk och pedalverk. Fasaden delvis ljudande.

### Åkerman & Lund-orgeln
- 1898: Åkerman & Lund, Stockholm, bygger en ny orgel med huvudverk, svällverk och bihangspedal.
- 1938: Orgeln byggs om och utökas till 16 stämmor av Bo Wedrup, Uppsala: Flöjt 4’ byts ut mot en mixtur. Basen hos andra manualens Salicional 8’, som tidigare varit gemensam med Basetthorn 8’, transmitteras i stället från Gedackt 8’. En ny Principal 4’ skapas delvis av förutvarande Basetthorn 8’, delvis av nya pipor. Andra manualen får också en ny Waldflöjt 2’. Slutligen byggs ett nytt trestämmigt pedalverk, där Oktava 8’ delvis hämtas från 1898 års Basetthorn 8’.

### Hammarbergorgeln
- 1973: Olof Hammarberg, Göteborg, bygger ny mekanisk orgel bakom 1794 års schiörlinfasad.

Disposition:
| Huvudverk I                           | Svällverk II      | Pedal        | Koppel |
| Principal 8’                          | Gedakt 8’         | Subbas 16’   | II/I   |
| Rörflöjt 8'                           | Salicional 8’     | Oktava 8’    | I/P    |
| Oktava 4'                             | Principal 4’      | Gedaktbas 8’ | II/P   |
| Spetsflöjt 4'                         | Traversflöjt 4’   | Oktava 4'    |        |
| Oktava 2'                             | Waldflöjt 2’      | Nachthorn 2' |        |
| Sesquialtera II chor. 2 2/3' + 1 3/5' | Larigot 1 1/3'    | Fagott 16'   |        |
| Mixtur IV chor.                       | Scharf IV chor.   |              |        |
| Trumpet 8'                            | Zinka 8'          |              |        |
|                                       | Tremulant         |              |        |
|                                       | Crescendosvällare |              |        |

## Andra byggnader
I närheten av kyrkan finns kyrkstallar, tiondebod, skola och klockaregård samt i kyrkbyn skola, f.d. tingshus och galgbacke.

## Bildgalleri

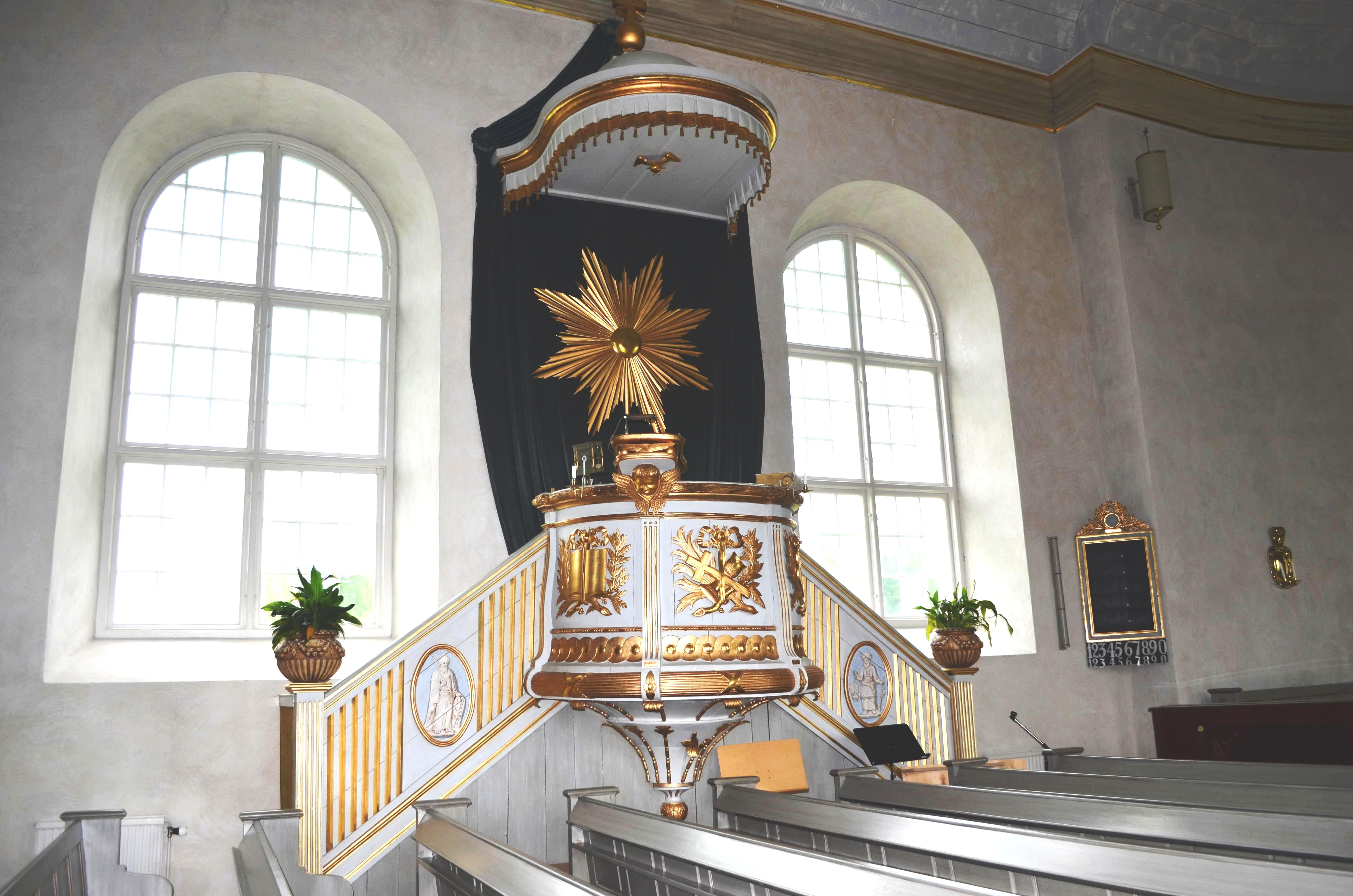
Sunds kyrkas predikstol
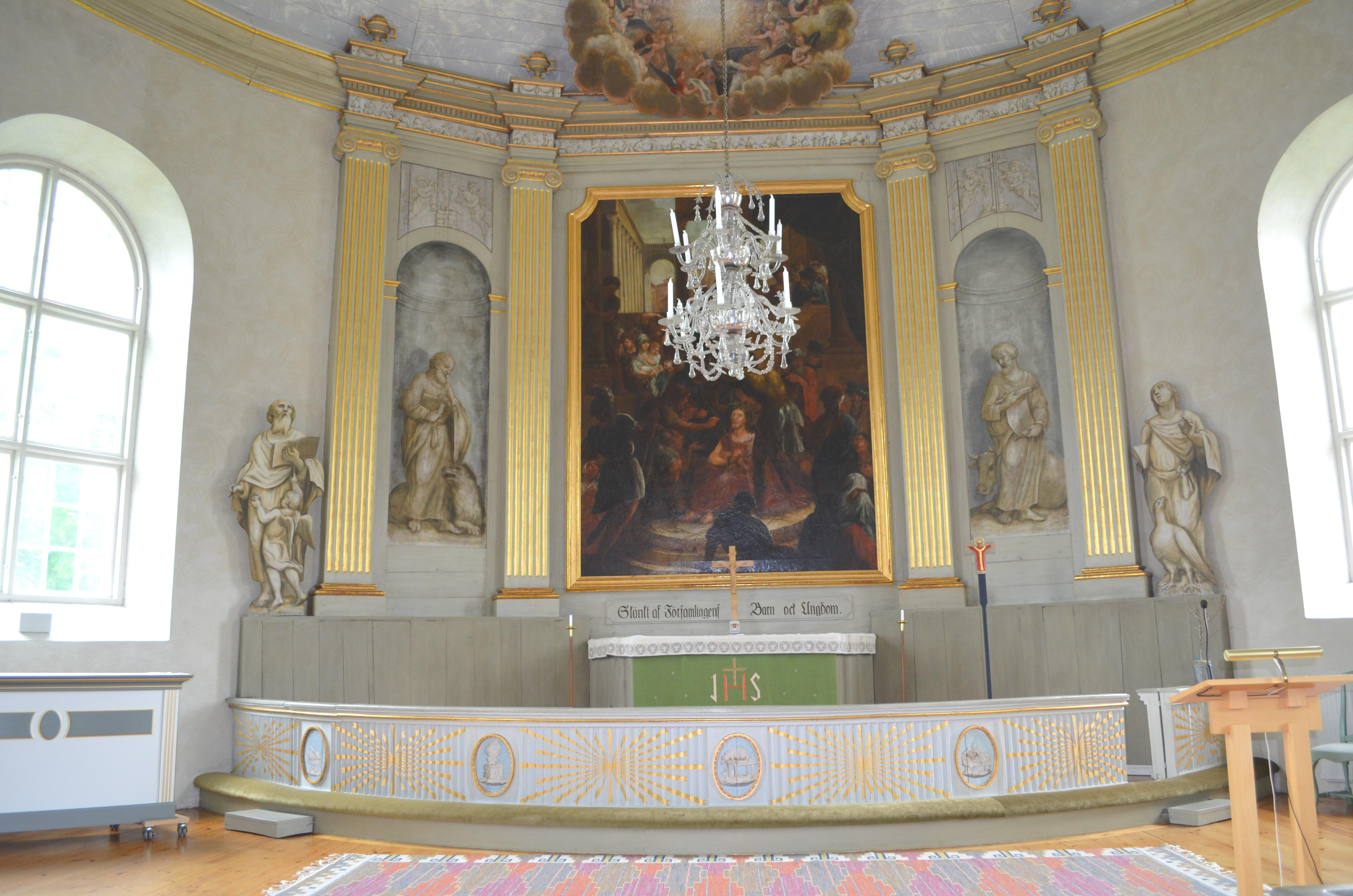
Sunds kyrkas altare
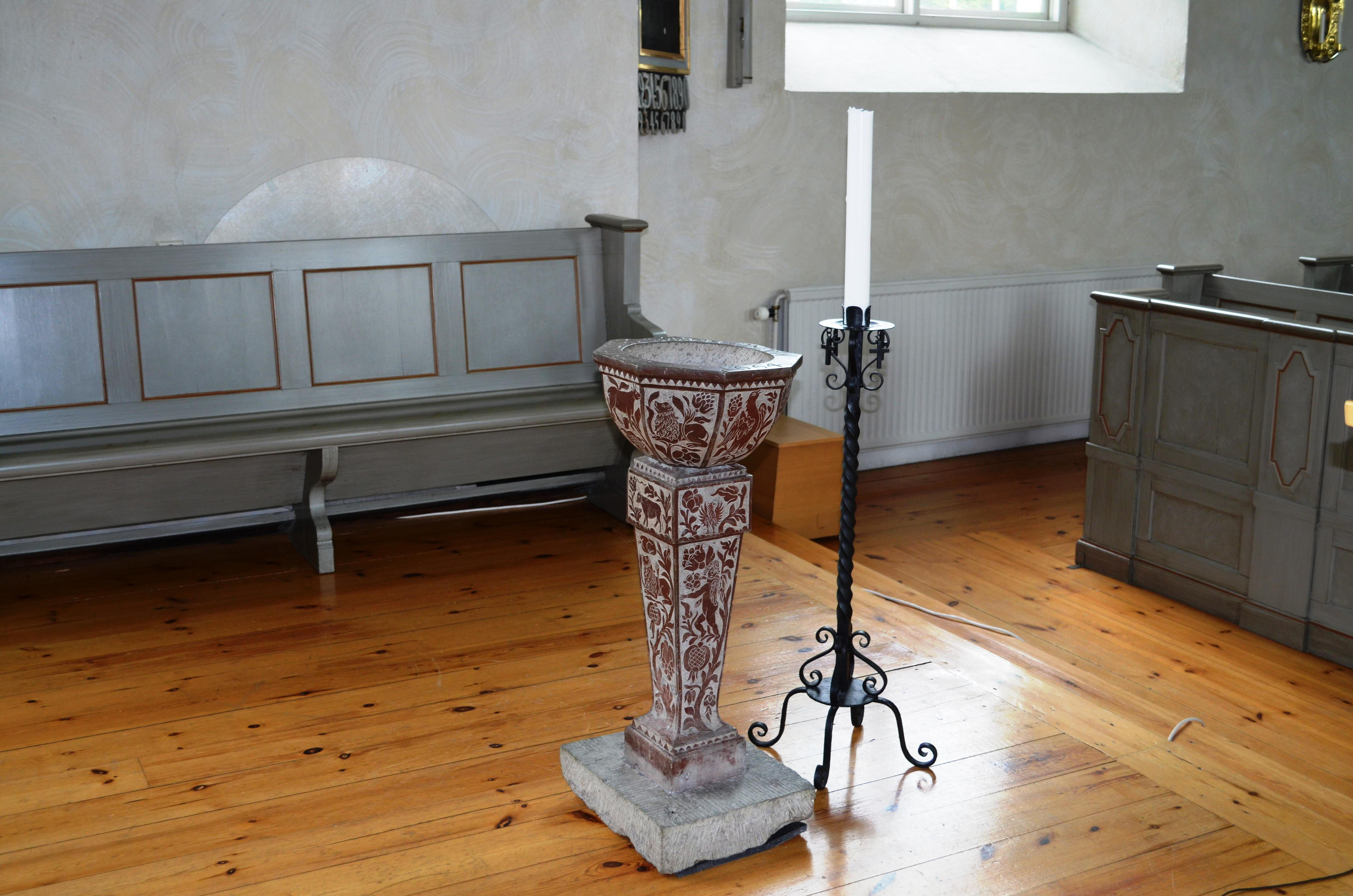
Sunds kyrkas dopfunt
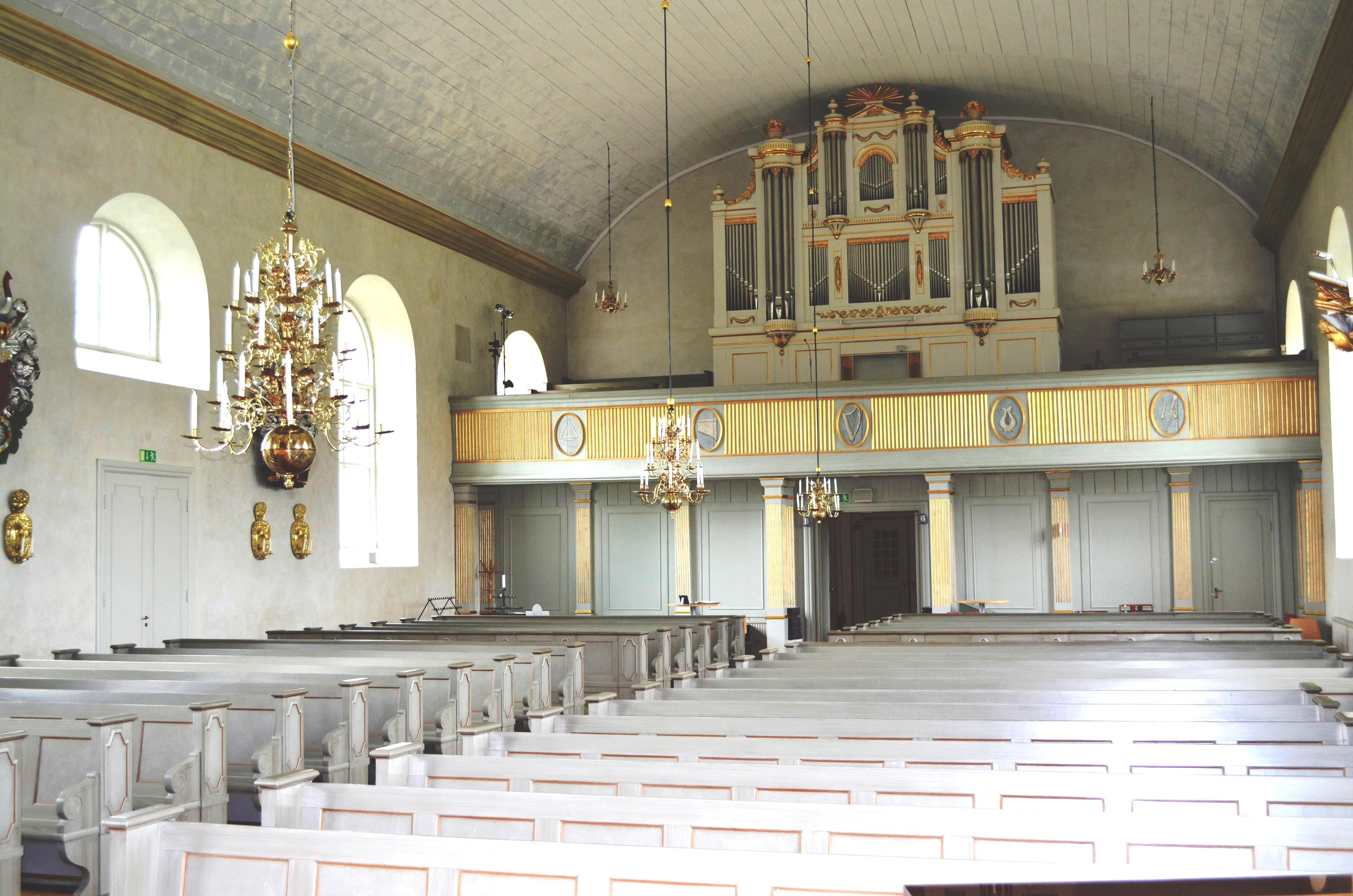
Sunds kyrkas orgelläktare